# Acronicta taeniata
Acronicta taeniata là một loài bướm đêm trong họ Noctuidae.